# Besseya bullii
Besseya bullii là một loài thực vật có hoa trong họ Mã đề. Loài này được (Eaton) Rydb. mô tả khoa học đầu tiên năm 1903.